# جامیونگ گو
جامیونگ گو (کره‌ای: 자명고; لاتین‌نویسی اصلاح‌شده: Jamyeonggo; مک‌کیون–ریشاور: Chamyŏnggo) یک مجموعهٔ تلویزیونی کره جنوبی محصول سال ۲۰۰۹ با بازی جونگ ریو وون، جونگ کیونگهو و پارک مینیونگ است. این مجموعه از ۹ مارس تا ۲۱ ژوئیه ۲۰۰۹، روزهای دوشنبه و سه‌شنبه ساعت ۲۱:۵۵ (کی‌اس‌تی) برای ۳۹ قسمت از اس‌بی‌اس پخش شد. این سریال از نظر آمار بیننده موفقیت چشمگیری در زمان پخش به دست نیاورد و به جای ۵۰ قسمت که در ابتدا برنامه‌ریزی شده بود، در ۳۹ قسمت به پایان رسید.
این مجموعه داستانی به شاهزاده هودونگ، پسر تموشین، پادشاه گوگوریو می‌پردازد که برای فتح سرزمین شمالی به نام ناک‌رانگ با این کشور وارد جنگ می‌شود.

## خلاصه داستان
این سریال روایتگر ادامه دوران حکمرانی موهیول، نوه جومونگ است؛ البته شخصیت اصلی داستان پسر او شاهزاده هودونگ می‌باشد و داستان حول محور او می‌چرخد. موهیول در این سریال پیر مردی جاه‌طلب است. داستان در مورد تسخیر پادشاهی ناک‌رانگ به دست گوگوریو می‌باشد.
مشهور است که امپراتوری ناکرانگ طبل مقدسی داشت که از پوست گاو درست شده بود و این طبل در زمان حمله دشمن خودبه‌خود به صدا درمی‌آمد و همه را مطلع می‌کرد تا گرفتار شبیخون نشوند. البته به احتمال زیاد، طبل توسط راهب اعظم که دختر امپراتور بود به صدا درمی‌آمد.
در هر صورت، این مسئله موجب ترس و هراس همه اقوام و امپراتوری‌های همسایه بود. به طوری که ناکرانگ را کشوری مقدس می‌پنداشتند. موهیول، امپراتور گوگوریو، که در فکر تسخیر ناکرانگ بود به همراه پسرش هودونگ، نقشه‌ای می‌چیند تا با نابودی این طبل، راه تسخیر این امپراتوری هموار شود؛ پیش از این گوگوریو چند بار به خاک ناکرانگ تجاوز کرده بود اما هر بار به دلیل به صدا درآمدن طبل، نیروهای مدافع به موقع مانع از ورود مهاجمان می‌شدند.
هودونگ فرزند موهیول طبق نقشه به ناکرانگ فرار می‌کند و پناهنده سیاسی می‌شود. در این میان دختر دوم پادشاه چویری، لاهی، به هودونگ علاقه‌مند می‌شود و با او ازدواج می‌کند. اما علاقه اصلی هودونگ، دختر اول امپراتور (جامیونگ) است.
درخواست هودونگ از لاهی، پاره کردن طبل مقدس است. طبلی که جامیونگ محافظ آن است. سرانجام طبل در حالی‌که ارتش گوگوریو پشت مرز آماده حمله است، توسط لاهی پاره می‌شود و گوگوریو حمله میکنند و...

## بازیگران

### بازیگران اصلی
- جونگ ریووون درنقش شاهزاده جامیونگ/پوکو (دختر چوی‌ری و مو هاسو)
  - لی یونگ‌یو درنقش کودکی جامیونگ
- جونگ کیونگ‌هو درنقش شاهزاده هودونگ (پسر تموشین از همسر اولش آرانگ از بویو، همسر لاهی، عاشق جامیونگ)
  - یو جین‌گو درنقش نوجوانی هودونگ
  - کانگ سو‌هان درنقش کودکی هودونگ
- پارک مین‌یونگ درنقش شاهدخت لاهی (شاهدخت ناک‌رانگ، دختر چوی‌ری و وانگ جاشیل، عاشق و همسر هودونگ)
  - جین جی‌هی درنقش کودکی لاهی
- لی می‌سوک درنقش وانگ جاشیل (مادر لاهی، خواهر ناتنی وانگ گونگ و وانگ هول، همسر دوم چوی‌ری)
- سونگ هیون‌آ درنقش سونگ می‌سول‌سو (ملکه گوگوریو، همسر سوم تموشین، از قبیله بیریونا)
- کیم سونگ‌ریونگ درنقش مو هاسو (مادر جامیونگ، همسر اول چوی‌ری و ملکه ناک‌رانگ)
- هونگ یو‌سوب درنقش 
چوی‌ری (پادشاه ناک‌رانگ، همسر مو هاسو و وانگ جاشیل، پدر جامیونگ و لاهی)
- مون سونگ‌گون درنقش تموشین (سومین پادشاه گوگوریو، زاده شده با نام موهیول)

### بازیگران پشتیبان
- لی جو‌هیون درنقش وانگ هول (ژنرال بزرگ ناک‌رانگ، برادر کوچکتر وانگ گونگ و وانگ جاشیل، همسر دوم مو یانگ‌هیه، دایی کوچکتر لاهی)
  - پارک گون‌وو درنقش جوانی وانگ هول
- یو اوک‌هوان درنقش ایل‌پوم/هنگ‌کای (پسر دول گوبی از دونگ‌مویون) 
  - یون چان درنقش کودکی ایل‌پوم
- گو سو‌هی درنقش مو یانگ‌هیه/بانو ته‌ده (همسر وانگ گونگ و سپس وانگ هول)
- لی وون‌جونگ درنقش چا چاسونگ (رئیس سیرک شادی آفرین، سرپرست جامیونگ و ایل‌پوم که نام آن‌ها را پوکو و هنگ‌کای گذاشت، همسر می چو)
- جو می‌ریونگ درنقش می چو (همسر چا چاسونگ)
- پارک هیو‌جو درنقش چی سو (ندیمه وانگ جاشیل)
- لی هان‌وی درنقش وو نارو (شوهرعمه هودونگ، شوهر یو رانگ، ژنرال بزرگ گوگوریو)
- یون جو‌سانگ درنقش سونگ اوک‌گو (رئیس قبیله بیریونا، پدر سونگ می‌سول‌سو)
- لی یونگ‌بیم درنقش یول دوجی (مشاور ایالت چپ گوگوریو و استاد هودونگ)
- یون سو‌هیون درنقش ته چول (محافظ هودونگ)
- کیم گه‌یون درنقش یو رانگ (خواهر تموشین، عمه هودونگ، همسر وو نارو)
- هوانگ گوم‌هی درنقش دونگ گوبی (ندیمه مو هاسو، خواهر دول گوبی، خاله ایل‌پوم)
- جو کیونگ‌هون درنقش هو گوک (خالکوبی شده به عنوان "پسر خوک" و استاد جامیونگ)
- کیم هاک‌چول درنقش بو دال (محافظ وانگ گونگ)
- پارک بونگ‌سو درنقش ریو جی (سرباز ارتش چویری، بعداً وزیر سونگ سانگ)
- پارک جونگ‌وو درنقش چو بال‌سو (فرمانده بخش جنوبی گوگوریو)
- نا هان‌ایل درنقش وانگ گونگ (برادر بزرگتر وانگ جاشیل و وانگ هول، همسر اول مو یانگ‌هیه، دایی بزرگتر لاهی)
- آن سوک‌هوان درنقش جا موک (پیشگو)
- پارک هیون‌سو درنقش سونگ سوجی‌ریون (دختر عموی سونگ می‌سول‌سو، همسر چهارم تموشین)
- کانگ یه.سول درنقش سوسو (یکی از اعضای سیرک شادی آفرین، عاشق هنگ‌کای)
  - مون گا‌یونگ درنقش نوجوانی سوسو
  - پارک ها‌یونگ درنقش کودکی سوسو
- پارک کیونگ‌هوان درنقش بو تونگ (پسر بو دال)
- جانگ دو‌یی درنقش دو چال (سرباز وانگ گونگ)
- لی چانگ‌جیک درنقش یو هیون/لیو شیان (نایب السلطنه)
- لی جانگ‌وون درنقش یو رونگ/لیو لینگ (وزیر امپراتور گوانگ ووهان، برادرزاده لیو شیان)
- جانگ جی.یو درنقش کشیش
- پارک آ‌رونگ درنقش سول یی (ندیمه سونگ می‌سول‌سو)
- جی ایل‌جو درنقش جوم سویی (رئیس قبیله ژیان‌بی، سیمبون)
- کیم هیونگ‌موک درنقش سونگ گانگ (پسر ارشد سونگ اوک‌گو، برادر سونگ می‌سول‌سو)
- اوه یون‌چان درنقش هه‌وو (پسر تموشین و سونگ می‌سول‌سو، برادر هودونگ، بعداً با نام سلطنتی موبون، پنجمین پادشاه گوگوریو)
- یو کیونگ‌آه در نقش دول گوبی (خواهر دونگ گوبی، مادر ایل‌پوم)
- کیم سو‌هیون درنقش میو ری (یکی از اعضای سیرک شادی آفرین)